# BIG WAVE やってきた/素直に泣ける日笑える日
「BIG WAVE やってきた/素直に泣ける日笑える日」（ビッグ・ウェーブやってきた / すなおになけるひわらえるひ）は、渡辺美里の楽曲で、1993年7月1日にEpic/Sony Records（現・エピックレコードジャパン）より発売された26枚目のシングル。

## 概要
本作のプロデュースは小林武史が担当している。「BIG WAVE やってきた」は、カメリアダイヤモンド1993年夏のCMイメージソングとして使用された。コーラスにはデーモン小暮が参加している。
CDジャーナルのレビュアーは、この曲を「恋の "ビッグ・ウェーブ" を描いた恋愛サマー・チューンの大傑作」と評している。
「素直に泣ける日笑える日」は、マクドナルド1993年夏のTV-CMイメージソングとして使用された。

## 収録曲
1. BIG WAVE やってきた
作詞：渡辺美里／作曲：岡村靖幸／プロデュース：小林武史／コーラス：デーモン小暮
2. 素直に泣ける日笑える日
作詞：渡辺美里／作曲：伊秩弘将／プロデュース：Richard Dodd

## 収録アルバム
- 『BIG WAVE』※BIG WAVE やってきた (#4)
- 『BIG WAVE』※素直に泣ける日笑える日 (Re-mix) (#12)
- 『Sweet 15th Diamond』※BIG WAVE やってきた (Disc.1 #6)
- 『25th Anniversary Misato Watanabe Complete Single Collection〜Song is Beautiful〜』 ※BIG WAVE やってきた (Disc.2 #12)
- 『harvest』※BIG WAVE やってきた (Disc.1 #5)